# Eustachy Żyliński
Eustachy Karol Żyliński (ur. 19 września 1889 w Kunie, zm. 4 lipca 1954 w Łodzi) – polski matematyk zajmujący się teorią liczb, algebrą, logiką i podstawami matematyki.

## Życiorys
W 1907 ukończył ze złotym medalem gimnazjum w Kijowie, w 1911 zaś z  dyplomem I stopnia Wydział Fizyczno-Matematyczny Uniwersytetu św. Włodzimierza w Kijowie, gdzie następnie pracował  w latach 1912–1914, odbywając jednocześnie staże w Getyndze, Cambridge i Marburgu. W 1914 uzyskał stopień magistra (równoważny dzisiejszemu doktorowi). W roku 1916 został powołany do armii rosyjskiej. Ukończył wówczas wojskowo-inżynieryjną szkołę w Kijowie i szkołę elektrotechniczną w Petersburgu, a w roku 1917 oddał się do dyspozycji 1. Korpusu Polskiego. Od 1918 jako docent wykładał w Polskim Kolegium Uniwersyteckim  i Wyższym Instytucie Technicznym w Kijowie. W roku 1919 przebywał w Warszawie pełniąc służbę wojskową jako oficer Wojska Polskiego. Od 1 października 1919 profesor nadzwyczajny Uniwersytetu Jana Kazimierza we Lwowie,  27 lipca 1922 r. (pismo z dnia 7 sierpnia 1919 r.) Żyliński został mianowany profesorem zwyczajnym matematyki w Uniwersytecie Jana Kazimierza we Lwowie, kierownik Katedry Matematyki A na Wydziale Filozoficznym, w roku akademickim 1929/1930 dziekan Wydziału Matematyczno-Przyrodniczego UJK, promotor przewodu doktorskiego Władysława Orlicza, członek przybrany Towarzystwa Naukowego we Lwowie. Pełnił funkcję członka zarządu Okręgu VI Związku Strzeleckiego we Lwowie. Był seniorem honorowym Polskiej Korporacji Akademickiej „Fidelia Leopoliensis”, założonej w 1930. W połowie 1935 został zastępcą członka Okręgowej Komisji Wyborczej nr 70 we Lwowie przed wyborami parlamentarnymi w 1935. 20 marca 1929 roku przyznano Żylińskiemu Medal Dziesięciolecia Odzyskanej Niepodległości, a 20 maja 1938 roku brązowy medal „Za Długoletnią Służbę dla Uniwersytetu Jana Kazimierza we Lwowie”
W czasie okupacji sowieckiej Lwowa (1939–1941) pracował jako kierownik Katedry Algebry na Uniwersytecie Lwowskim, w czasie okupacji niemieckiej (1941–1944) brał udział w tajnym nauczaniu na UJK. Po ponownym zajęciu Lwowa przez Armię Czerwoną podjął pracę na uniwersytecie. Od 15 marca 1945 członek ZPP we Lwowie (legitymacja członkowska nr 44706). 28 marca 1945 został wybrany jednogłośnie wnioskiem J. Brzozy wiceprzewodniczącym Zarządu Obwodowego ZPP (w  miejsce  wakujące po zamordowanym  Z. Bielińskim). 1 maja 1945 Żyliński zrezygnował z pracy na Uniwersytecie na który wrócił na krótko w październiku 1945. W marcu 1946 został skreślony z listy działaczy ZPP. Po przymusowym wysiedleniu ze Lwowa zamieszkał początkowo w Łodzi. Pracował wówczas w Ministerstwie Spraw Zagranicznych, dostał też nominację na konsula generalnego w Kijowie, lecz nie podjął tej funkcji. W roku 1947 przeniósł się do Gliwic, gdzie w latach 1946–1951 był kierownikiem Katedry Matematyki na Wydziale Inżynieryjno-Budowlanym Politechniki Śląskiej. W roku 1951 przeszedł na emeryturę i wrócił do Łodzi. Zmarł tam w roku 1954 z powodu wylewu krwi do mózgu.

## Dorobek naukowy
W 1913 Żyliński opublikował następujący wynik w teorii liczb:
Jeżeli liczba pierwsza p dzieli wyróżnik wszystkich liczb całkowitych ciała F, ale nie dzieli wyróżnika ciała F, to p jest mniejsza od stopnia tego ciała.
W 1925 Żyliński opublikował w Fundamenta Mathematicae następujące twierdzenie dotyczące logiki:
Poza binegacją i tzw. funktorem Sheffera (dysjunkcją) żaden inny funktor dwuargumentowy nie wystarcza do zdefiniowania wszystkich funktorów jedno- i dwuargumentowych.
Żyliński udowodnił to twierdzenie rozważając wszystkie możliwe przypadki przy pomocy tabeli z 4 kolumnami i 16 wierszami zawierającej możliwe wartości systemu dwuwartościowego pokazując, że teza nie zachodzi dla innych funktorów dwuargumentowych.